# Condado de Polk (Georgia)
El condado de Polk (en inglés: Polk County), fundado en 1851, es uno de 159 condados del estado estadounidense de Georgia. En el año 2000, el condado tenía una población de 38 127 habitantes y una densidad poblacional de 47 personas por km². La sede del condado es Cedartown. El condado recibe su nombre en honor a James K. Polk.

## Geografía
Según la Oficina del Censo, el condado tiene un área total de 808 km² (312 mi²), de la cual 806 km² (311,2 mi²) es tierra y 3 km² (1,2 mi²) (0.99%) es agua.

### Condados adyacentes
- Condado de Floyd (norte)
- Condado de Bartow (noreste)
- Condado de Paulding (este)
- Condado de Haralson (Georgia) (sur)
- Condado de Cleburne (Alabama) (suroeste)
- Condado de Cherokee (Alabama) (oeste)

## Demografía
Según el censo de 2000, había 38 127 personas, 10 340 hogares y 10 340 familias residiendo en la localidad. La densidad de población era de 47 hab./km². Había 15 059 viviendas con una densidad media de 19 viviendas/km². El 80.52% de los habitantes eran blancos, el 13.34% afroamericanos, el 0.22% amerindios, el 0.31% asiáticos, el 0.04% isleños del Pacífico, el 4.62% de otras razas y el 0.95% pertenecía a dos o más razas. El 7.66% de la población eran hispanos o latinos de cualquier raza.
Los ingresos medios por hogar en la localidad eran de $32 328, y los ingresos medios por familia eran $37 847. Los hombres tenían unos ingresos medios de $29 985 frente a los $21 452 para las mujeres. La renta per cápita para el condado era de $15 617. Alrededor del 15.50% de la población estaban por debajo del umbral de pobreza.

## Transporte

### Principales carreteras
- U.S. Route 27
- U.S. Route 278
- SR 100
- SR 101
- SR 113

## Localidades
- Aragon
- Cedartown
- Rockmart
- Braswell